# Лахман, Карл Конрад Фридрих
Карл Конрад Фридрих Вильгельм Лахман (нем. Karl Konrad Friedrich Wilhelm Lachmann; 4 марта 1793, Брауншвейг — 13 марта 1851, Берлин) — немецкий филолог-классик.

## Биография
Карл Лахман родился в семье пастора, учился в Брауншвейге, Лейпциге и Геттингене. Преподавал в Берлине в гимназии и университете, в 1818 году стал экстраординарным профессором латинской и немецкой филологии в Кёнигсберге. Позже Лахман вернулся в Берлин, где стал экстраординарным, а затем и ординарным профессором Берлинского университета (1827). В 1830 году учёный избран членом Прусской Академии наук.
Карл Лахман был близким другом братьев Гримм. Умер и похоронен в Берлине.

## Научная деятельность
Карл Лахман — один из основателей современной практики критического издания античных текстов. Если прежде античные тексты часто издавали по одной рукописи, учитывая остальные несистематически, спорадически или вовсе игнорируя их, Лахман четко сформулировал правила, по которым следует готовить научные издания. Вначале необходимо собрать все разночтения (варианты) имеющихся рукописей, затем исключить из рассмотрения те рукописи, которые, судя по разночтениям, переписаны с других имеющихся. Затем таким же образом объединить в семьи рукописи, восходящие к одному и тому же промежуточному архетипу, а после того методом ступенчатой реконструкции восстановить архетип, то есть исходную рукопись, к которой восходят все имеющиеся. Только после этого издатель может предлагать свои конъектуры, атетезы и другие исправления, которые не базируются напрямую на документальных свидетельствах.
Карл Лахман внёс также значимый вклад в немецкую текстологию. Среди изданных им средневековых авторов: Гартман фон Ауэ, Вольфрам фон Эшенбах и Вальтер фон дер Фогельвейде. Особенно ценятся его работы о «Песни о Нибелунгах».
В сфере лингвистике учёному принадлежит заслуга формулировки фонетического закона, который получил название закон Лахмана.
Теорию Лахмана подверг критике немецкий лингвист Адольф Карл Вильгельм Хольцман в своём труде «Untersuchungen über das Nibelungenlied».

### Монографии
- Betrachtungen über Homers Ilias. Abhandlungen der Berliner Akademie 1837, 1841 u. 1843; gesammelt mit Zusätzen von Haupt, Berlin 1847; 3. Aufl. 1874
- Observationes criticae. Götting. 1815
- De choricis systematis tragicorum graecorum. Berlin 1819
- De mensura tragoediarum. das. 1822 u. a

- Über die ursprüngliche Gestalt des Gedichts der Nibelunge Noth. Göttingen 1816
- Über die Leiche der deutschen Dichter des 12. und 13. Jahrhunderts. 1829
- Über althochdeutsche Betonung und Verskunst. 1831
- Über das Hildebrandslied. 1833
- Über Singen und Sagen. 1833
- Über den Eingang des Parzival. 1835

### Издания
- Lucretius Berlin 1850; 1 том: текст, 4 изд. 1871; 2 том: Комментарий, 4 изд. 1882
- Properz Leipzig 1816; 2 изд., Berlin 1829
- Tibull Berlin 1829
- Catull Berlin 1829, 3 изд. 1874
- Neues Testaments kleinere Ausg., Berlin 1831, 3 изд. 1846
- Genesios Bonn 1834
- Terentianus Maurus Berlin 1836
- Gajus Bonn 1841 u. Berlin 1842
- Babrios Berlin 1845
- Avianus Berlin 1845
- Römische Feldmesser с участием Моммзена и др., Berlin 1848-52, 2 тома
- Lucilius, Berlin 1876

- Der Nibelunge Noth und die Klage. Berlin 1826, 5 изд. 1878
- Zwanzig alte Lieder von den Nibelungen. Berlin 1840
- Auswahl aus den hochdeutschen Dichtern des 13. Jahrhunderts. Berlin 1820
- Specimina linguae francicae. Berlin 1825
- Walther von der Vogelweide. Berlin 1827; 5 изд., 1875
- Hartmann von Aue, Iwein. Berlin 1827; 4 изд. 1877
- Wolfram von Eschenbach. Berlin 1833, 4 изд. 1879
- Hartmann von Aue, Gregorius Berlin 1838
- Ulrich von Lichtenstein. Mit Th. v. Karajan, Berlin 1841

- Kritische Ausgabe von Lessings sämtlichen Werken. Leipzig 1838-40, 13 томов; нов. изд., 1853-57, 12 томов.

### Переводы
- Shakespeare: Sonette (Berlin 1820)
- Shakespeare: Macbeth (Berlin 1829)